# Charlamagne tha God
Lenard «Larry» McKelvey ( /ləˈnɑrd_məˈkɛlvi/; Moncks Corner, 29 de junio de 1978), conocido profesionalmente como Charlamagne tha God o simplemente Charlamagne, es un presentador de radio, personalidad televisiva y comediante estadounidense. Es coanfitrión del programa de radio de redifusión nacional The Breakfast Club junto con DJ Envy, con quien fue incluido en el Salón de la Fama de la Radio en 2020 por su trabajo en el programa. También presentó el programa de entrevistas nocturno Hell of a Week con Charlamagne tha God en Comedy Central.
Antes de trabajar en The Breakfast Club, trabajó como personalidad de radio para varias estaciones de radio y también pasó tiempo como segundo micrófono en The Wendy Williams Experience con Wendy Williams en VH1. Es el fundador de Black Effect Podcast Network, y apareció en Guy Code, Guy Court y Girl Code. También fue VJ de The Week in Jams con DJ Envy y Sofi Green. En 2015, McKelvey comenzó a presentar el programa Uncommon Sense de MTV2.
En la tradición de los locutores sensacionalistas o shock jocks, uno de los mantras personales de McKelvey es «no morderme la lengua por nadie»; la revista Rolling Stone lo llamó «el Howard Stern del hip-hop».

## Primeros años de vida
Nació el 29 de junio de 1978, hijo de Larry Thomas McKelvey, un testigo de Jehová convertido al Islam, y su esposa, profesora de inglés y testigo de Jehová, Creció en Moncks Corner (Carolina del Sur), donde cuando era adolescente fue arrestado dos veces por «posesión con intención de distribuir» marihuana y cocaína.
Cuando fue arrestado por tercera vez, después de estar cerca de un tiroteo (no fatal), su padre se negó a pagar el dinero de su fianza. Tras 41 días en prisión, pidió a su madre que pagara la fianza, momento en el que su padre decidió «darle otra oportunidad». Después de su liberación, McKelvey comenzó a asistir a la escuela nocturna y se graduó de la Berkeley High School de Moncks Corner.
En 2001, fue acusado de agresión sexual después de una fiesta. Negó haber tenido relaciones sexuales con la acusadora y cooperó con las autoridades, aportando pruebas de ADN que no respaldaban la afirmación de que había tenido relaciones sexuales con la víctima. Los cargos de agresión sexual fueron retirados y más tarde se declaró culpable de un delito menor por contribuir a la delincuencia de un menor, por el que recibió tres años de libertad condicional.

## Carrera

### Inicios de carrera en la radio
Comenzó su carrera en la radio como pasante en Z93 Jamz en Charleston. También pasó un tiempo en Columbia con WHXT. Dejó Carolina del Sur en 2006 para convertirse en segundo micrófono de la presentadora de radio Wendy Williams. Ideó el nombre artístico de «Charlamagne», derivado de su nombre callejero como traficante de drogas, «Charles», y desarrolló una nueva persona pública basada en Carlomagno (cuyo nombre en inglés es Charlemagne), que gobernó gran parte de Europa Occidental alrededor del año 800 d. C.. Añadió «Tha God» porque «sonaba genial».
Sus preguntas directas y entrevistas a artistas de hip hop y R&B en la radio elevaron su perfil público, pero también causaron divisiones entre él y los invitados del programa. El programa salió del aire en 2008 y él fue despedido.
En 2008 comenzó a presentar el programa matutino de 100.3 The Beat en Filadelfia. Fue despedido de la estación en 2009, unos días después de emitir una entrevista con Beanie Sigel, quien había lanzado una canción sobre Jay-Z, ambos exrraperos de Roc-A-Fella Records. La especulación en los medios fue que Jay-Z estaba detrás del despido de McKelvey debido a la entrevista. Regresó a Moncks Corner para vivir con su madre durante aproximadamente un año antes de que le ofrecieran un puesto en WWPR-FM para copresentar The Breakfast Club.

### 2010-2016:The Breakfast Cluby la televisión
En 2010, se convirtió en copresentador de The Breakfast Club, junto a DJ Envy y Angela Yee en WWPR-FM en la ciudad de Nueva York, junto con su transmisión simultánea televisiva nacional en Revolt. El programa fue iniciado por Power 105.1 para competir con Hot 97, uno de los programas matutinos de hip-hop más populares de Nueva York. Lo trajeron como copresentador debido a su experiencia en la radio y a que sabía «cómo llegar al límite y no pasarse de la raya». Una vez que formó parte del programa, se dio a sí mismo el título de «primer ministro que enoja a la gente, el arquitecto de la irritación y el gobernante de molestar a la gente de la manera incorrecta».
En 2011, comenzó a trabajar como miembro del elenco de Guy Code, un programa de televisión de comedia en MTV2 que habla sobre un código de conducta especial solo para hombres. El espectáculo finalizó en marzo de 2015. También protagonizó el programa Charlamagne & Friends de MTV2. Fue copresentador del programa de Año Nuevo de MTV en vivo desde Times Square en 2013 y 2014, y en 2015 fue corresponsal del pre-show de los MTV Video Music Awards 2015.
En 2014, la revista Rolling Stone lo apodó «Howard Stern del hip-hop». Al año siguiente, comenzó a presentar Uncommon Sense con Charlamagne tha God en MTV2.

### 2017-presente: Escritura de libros, pódcast y Salón de la Fama de la Radio
En 2017, su libro Black Privilege: Opportunity Comes to Those Who Create It, al que llamó «una guía de autoayuda para el barrio», fue publicado por el sello Simon & Schuster Touchstone. Steven Kurutz, de The New York Times, le dio al libro una reseña mayoritariamente positiva, describiendo Black Privilege como «una guía de autoayuda inteligente y de calle» con consejos típicamente contundentes ofrecidos en ocho principios diferentes. El libro ocupó el sexto lugar en la lista de The New York Times de los más libros vendidos del 7 de mayo de 2017 de los libros de no ficción de tapa dura. El segundo libro de McKelvey, Shook One: Anxiety Playing Tricks on Me, se publicó el 23 de octubre de 2018.
En 2019, se convirtió en el presentador de Emerging Hollywood, una serie de YouTube de The Hollywood Reporter. En este programa, habla con profesionales de Hollywood para discutir diversos temas políticos. Entre sus invitados anteriores al programa se incluyen Trevor Noah y Jameela Jamil.
En 2020, fundó Black Effect Podcast Network en asociación con iHeartMedia. En agosto de 2020, él y sus coanfitriones de The Breakfast Club, Angela Yee y DJ Envy, fueron incluidos en el Salón de la Fama de la Radio. Junto con su colega de MTV2, Andrew Schulz, presenta el pódcast The Brilliant Idiots en la red Loud Speakers Network de Combat Jack.
Se convirtió en el presentador del programa de entrevistas nocturno Tha God's Honest Truth (luego renombrado Hell of a Week with Charlamagne tha God) en 2021.

## Vida personal
Está casado con su novia de la secundaria, Jessica Gadsden, una entrenadora personal y entrenadora de fitness que lo apoyó económicamente cuando luchaba por mantener un trabajo en la radio. En 2021, explicó: «Literalmente, la primera vez que fui a una estación de radio a llenar una solicitud para una pasantía, mi esposa me llevó porque mi licencia estaba suspendida».

## Filmografía

### Cine
| Año           | Título             | Papel         | Notas         |
| ------------- | ------------------ | ------------- | ------------- |
| 2011          | This Thing of Ours | Disparo       | Cortometraje  |
| 2017          | Grow House         | Black Jesus   |               |
| 2017          | Bodied             | Hunnid Gramz  |               |
| 2018          | Canal Street       | Él mismo      |               |
| 2018          | The After Party    | Él mismo      |               |
| 2021          | Boogie             | Patrick       |               |
| Por confirmar | King of the South  | Marvin Miller | Posproducción |

### Televisión
| Año     | Título                                            | Papel                           | Notas                                                   |
| ------- | ------------------------------------------------- | ------------------------------- | ------------------------------------------------------- |
| 2006    | The Wendy Williams Experience                     | Él mismo / Coanfitrión          | Coanfitrión principal                                   |
| 2011-15 | Guy Code                                          | Él mismo / Coanfitrión          | Coanfitrión principal                                   |
| 2012    | MTV's Hip Hop POV                                 | Él mismo / Coanfitrión          | Coanfitrión principal                                   |
| 2012-13 | The Week in Jams                                  | Él mismo / Coanfitrión          | Coanfitrión principal                                   |
| 2014    | Charlamagne & Friends                             | Él mismo / Anfitrión            | Anfitrión principal                                     |
| 2014    | Bethenny                                          | Él mismo / Panelista            | Episodio: «Episode #2.125»                              |
| 2014    | The Challenge: After Show                         | Él mismo                        | Episodio: «ChallengeMania: Superfan Edition»            |
| 2014    | Landing in Mumbai                                 | Guía espiritual                 | Reparto recurrente: Temporada 3                         |
| 2015    | Catfish: mentiras en la red                       | Él mismo                        | Episodio: «Miracle & Javonni»                           |
| 2015-16 | The Nightly Show with Larry Wilmore               | Él mismo / Panelista            | Episodio: «Episode #1.150» & «#2.79»                    |
| 2015-16 | Uncommon Sense with Charlamagne                   | Él mismo / Anfitrión            | Anfitrión principal                                     |
| 2015-19 | Empire                                            | Él mismo                        | Miembro invitado del elenco: Temporada 2-3 y 6          |
| 2017    | The Breaks                                        | Él mismo                        | Episodio: «Blind Alley»                                 |
| 2017    | Ridiculousness                                    | Él mismo                        | Episodio: «Charlamagne tha God»                         |
| 2017    | SafeWord                                          | Él mismo                        | Episodio: «Charlamagne tha God vs. Amber Rose»          |
| 2018    | Uncensored                                        | Él mismo                        | Episodio: «Charlamagne tha God»                         |
| 2018    | Hip Hop Squares                                   | Él mismo / Panelista            | Panelista recurrente: Temporada 5                       |
| 2018    | Catfish: Trolls                                   | Él mismo / Anfitrión            | Anfitrión principal                                     |
| 2018    | The Talk                                          | Él mismo / Coanfitrión invitado | Episodio: «Episode #8.182»                              |
| 2018    | Queen Sugar                                       | Él mismo                        | Episodio: «Delicate and Strangely Made»                 |
| 2019    | Surviving R. Kelly                                | Él mismo                        | Episodio: «Black Girls Matter»                          |
| 2019    | Wu-Tang Clan: Of Mics and Men                     | Él mismo                        | Episodio: «101»                                         |
| 2019    | The Next Big Thing                                | Él mismo / Juez                 | Episodio: «Episode #1.1»                                |
| 2019    | Growing Up Hip Hop: New York                      | Él mismo                        | Episodio: «Face the Fyre»                               |
| 2019    | Untold Stories of Hip Hop                         | Él mismo                        | Invitado recurrente                                     |
| 2019    | First Wives Club                                  | Él mismo                        | Episodio: «One Night Only»                              |
| 2020    | Tooning Out the News                              | Él mismo                        | Episodio: «Episode #1.32»                               |
| 2020    | Dave                                              | Él mismo                        | Miembro invitado del elenco: Temporada 1                |
| 2021    | Obama: In Pursuit of a More Perfect Union         | Él mismo                        | Episodio: «Episode #1.2»                                |
| 2021    | Queens                                            | Él mismo (voz)                  | Episodio: «Behind the Throne»                           |
| 2021-22 | Hell of a Week with Charlamagne tha God           | Él mismo                        | Anfitrión principal                                     |
| 2022    | That Damn Michael Che                             | Él mismo                        | Episodio: «Black Mediocrity»                            |
| 2022    | Murder Inc Records Docu-series                    | Él mismo                        | Invitado principal                                      |
| 2022    | Celebrity Game Face                               | Él mismo / Concursante          | Episodio: «Saweetie Gets Spicy»                         |
| 2023    | Soul of a Nation                                  | Él mismo                        | Episodio: «Hip Hop @ 50: Rhythms, Rhymes & Reflections» |
| 2023    | Black Pop: Celebrating the Power of Black Culture | Él mismo                        | Episodio: «Music» & «Film»                              |
| 2023    | Hip Hop Treasures                                 | Él mismo                        | Episode: «Biz Markie/Master P»                          |
| 2023    | Welcome to Rap City                               | Él mismo                        | Invitado recurrente                                     |
| 2023    | The Daily Show                                    | Él mismo / Anfitrión            | Anfitrión recurrente: Temporada 28                      |
| 2023    | Bupkis                                            | Sacerdote                       | Episodio: «Show Me the Way»                             |
| 2023    | The Muppets Mayhem                                | Él mismo                        | Episodio: «Track 9: Drift Away»                         |

### Documental
| Año  | Título                             | Papel     |
| ---- | ---------------------------------- | --------- |
| 2009 | Kiss & Tail: The Hollywood Jumpoff |           |
| 2014 | Knifed Up                          |           |
| 2018 | Black, White & Blue                |           |
| 2024 | In the Bubble with Jaime           | Productor |